# 扎克·佐恩
扎克·佐恩（英語：Zac Zorn，1947年3月10日—），美国男子游泳运动员。他曾代表美国参加1968年夏季奥林匹克运动会游泳比赛，获得男子4×100米自由泳接力金牌。